# Lodzer Zeitung
Lodzer Zeitung — первая газета на немецком языке города Лодзь.

## История
2 декабря 1863 года в количестве 300 экземпляров вышел первый номер двуязычной польско-немецкой газеты «Łódzkie Ogłoszenia — Łodźer Anzeiger» («Лодзинские объявления»). Издание быстро завоевало популярность у читателей, благодаря тому, что в нëм регулярно стали появляться не только рекламные объвления и сообщения об уголовных происшествиях, но и статьи на разнообразные темы, главным образом, перепечатки столичных газет и журналов.
Первый номер газеты вышел в конце 1863 года по инициативе военного командующего, полковника Александра фон Бремзена. Основателем и издателем журнала был Ян Петерсильге.
Позже газета редактировалась сыном основателя Вольдеманом Петерсильге.
В рубрике «Политика» печатался обзор внешнеполитических отношений Германии с иностранными государствами, в том числе с Россией. В 1865 газета изменила название Lodzer Zeitung — газета Lodzer. В 1866 стала газета стала издаваться исключительно на немецком языке.
В середине декабря 1913 года германская военная миссия прибыла в Турцию и приступила к исполнению своих функций. В выпуске от 24 января. В рубрике «Политика» было напечатано короткое сообщение с характерным названием «Разрядка в германо-русских отношениях». Ссылаясь на «Русское слово», газета констатировала, что «русско-германский спорный вопрос о германской военной миссии в Турции окончательно урегулирован».
Несмотря на внешне положительное содержание сообщения, все же оно служило очередным подтверждением и напоминанием о натянутых отношениях между государствами. 3 марта 1914 г. в рубрике «Армейское обозрение» появляется статья «Численность русской армии в мирное время», которая, ссылаясь на статью французского печатного органа «Die France militaire», сообщает об усилении воинского контингента России на Западе и Юго-Западе империи.
Учитывая «тесные отношения между обеими державами», что может свидетельствовать о достоверности приводимых французской газетой цифр, «Армейское обозрение» заявляет: «В настоящее время численность русской армии составляет 1 843 295 человек, из них 1 323 248 - в европейской части России. <...> На определенный процент эти силы все же сократились с 15 апреля по 15 октября 1913 года, однако осталось 1 418 ООО человек, из них 1 020 ООО человек - в европейской части России». Подобный материал должен был убедить представителей германских вооруженных сил в том, что Россия является серьёзным соперником, требующим пристального наблюдения.
Весь выпуск газеты от 25 июля 1914 г. был посвящён франко-германским отношениям. «Замечания по карте германо-французских пограничных областей», «Как можно усовершенствовать французское развертывание на германской границе?» , «Недостатки французского военного дела». Цель выпуска [10, s. 2229-2232] состояла в том, чтобы поставить в известность широкую общественность, равно как и военные круги Германии, о мобилизации во Франции. Статья «Как можно усовершенствовать французское стратегическое сосредоточение и развертывание на германской границе?» начиналась с сожаления по поводу того, что «о мобилизации и стратегическом сосредоточении приведенных в боеготовность французских войск не имеет надлежащей информации не только широкая общественность... но и, что еще более досадно, некоторые офицеры генерального штаба» .